# Сілваш
Сілваш (рум. Silvaș) — село у повіті Сату-Маре в Румунії. Входить до складу комуни Сеука.
Село розташоване на відстані 436 км на північний захід від Бухареста, 44 км на південний захід від Сату-Маре, 112 км на північний захід від Клуж-Напоки.

## Населення
За даними перепису населення 2002 року у селі проживали 172 особи. Усі жителі села рідною мовою назвали румунську.
Національний склад населення села:
| Національність | Кількість осіб | Відсоток |
| -------------- | -------------- | -------- |
| румуни         | 160            | 93,0%    |
| цигани         | 11             | 6,4%     |